# Ritzville
Ritzville è una città della Contea di Adams dello Stato di Washington negli Stati Uniti. La popolazione era di 1.673 abitanti nel censimento del 2010. Essa è il capoluogo della Contea.

## Storia
Il primo colono di quella che sarebbe diventata Ritzville fu William McKay nel 1880. La città prese il nome da Philip Ritz che si era stabilito nella zona due anni prima. Dal dicembre 1880, Ritzville era divenuta la base operativa di John W. Sprague che operava per conto della sua società, la Northern Pacific Railway. Nel 1881, McKay costruì la prima casa sul sito dell'attuale città. La ferrovia Northern Pacific era in costruzione nelle vicinanze e la casa di McKay venne utilizzata come un albergo di fortuna per i lavoratori della ferrovia e per i lavoratori dell'indotto.
Con la ferrovia arrivò una nuova ondata di coloni della zona. Nell'estate del 1881, McKay realizzò il primo negozio e la ferrovia costruì un deposito nelle vicinanze, che serviva anche come albergo, teatro e sala riunioni. A quel tempo il borgo aveva una popolazione di circa 50 abitanti e la scuola consisteva in una tettoia addossata ad una casa. Il rifornimento idrico della città era realizzato da un carro cisterna trasportato dalla ferrovia, perché non si pensava che l'acqua potesse trovarsi in loco. I primi servizi religiosi si tennero a Ritzville nell'aprile 1882 presso la casa di McKay e la First Congregational Church fu presto organizzata e costruì una chiesa nel 1885. L'ufficio postale venne aperto nel 1883 da J.L. Johnson di Walla Walla che aveva rilevato il negozio di McKay. Poco dopo vennero aperti altri negozi e negli anni 1880 la città cominciò ad affermarsi come uno dei principali punti di spedizione di grano della regione del Big Bend e continuò a crescere.
Quando l'approvvigionamento idrico della città a mezzo ferrovia cominciò ad essere problematico, venne avviata la ricerca di acque sotterranee. In un primo momento non si giunse a risultati positivi ma successivamente venne trovata una falda sotterranea a circa i km ad est della città. La maggior parte dei proprietari terrieri concordarono di spostarsi verso il pozzo con l'eccezione di un grande albergo, che non poteva essere spostato. Finalmente venne trovata l'acqua nel sito e la città poté rimanere dove era stata fondata. Dal 1887, Ritzville aveva tre empori, una farmacia, un saloon, due officine di fabbro, due carpentieri, due stalle per i cavalli, un negozio di finimenti per cavalli, due alberghi e una grande scuola in legno a due piani con una popolazione scolastica di 100 bambini
Il 6 giugno 1888, un incendio causato da un difetto in una canna fumaria, spazzò via quasi tutte le attività economiche della città. Ritzville non aveva un servizio di vigili del fuoco ed i cittadini non furono capaci di domare l'incendio. La ricostruzione avvenne rapidamente con la conseguente costruzione del primo edificio in mattoni della città nel 1889, costruito dal primo sindaco N.H. Greene. Esso esiste ancora e fa attualmente parte del Ritzville Historic District.
Dopo la ricostruzione successiva all'incendio, Ritzville divenne città nel 1888 e fu ufficialmente riconosciuta città il 17 luglio 1890 dopo che Washington divenne uno Stato. Il primo istituto bancario, la Adams County Bank (più tardi First National Bank) aprì nel mese di aprile 1891. Dopo un altro incendio del centro nel 1894, venne realizzato un sistema di acquedotto per una spesa di 20000 $. Il primo tribunale permanente della Contea di Adams venne costruito nel 1892.
Dopo la depressione del 1893, terminata nel 1898, Ritzville andò incontro ad un altro boom, con una forte richiesta di costruzioni. Venne installato un servizio telefonico nell'agosto del 1899 e per la fine del secolo la popolazione superò i 1.200 abitanti. Si giunse finalmente ad avere un servizio di vigili del fuoco volontari nel 1901, con l'acquisto degli equipaggiamenti finanziato dai cittadini. Sempre nel 1901, Ritzville ricevette il titolo di maggior luogo di spedizione di grano di tutto il mondo. Fra l'agosto di quell'anno e l'agosto 1902, circa 1.967.725 quintali di grano vennero portati nei magazzini di Ritzville per la spedizione e vennero spediti 1.990 vagoni ferroviari di grano e farina. Questi numeri sarebbero stati superati nel 1902. Il 17 gennaio 1902, Ritzville venne elettrificata per la prima volta, con una dinamo alimentata a vapore. Nel 1903 venne istituita una Camera di commercio e l'anno successivo il palazzo di giustizia venne raddoppiato. La città ricevette una biblioteca Carnegie nel 1907, l'unica della Contea. Essa è una biblioteca aperta ancora oggi.
Ai tempi della grande depressione, la crescita rallentò e Ritzville divenne una piccola città. Negli anni 1960 venne costruita la Interstate 90 a sud della città, sostituendo la U.S. Route 10 e portando il traffico fuori dal centro della città. Il blocco dello sviluppo della città da allora ha aiutato a contribuire al suo fascino, aiutando il formarsi del Ritzville Historic District nel 1990.
Diversi anni fa, il primo Starbucks Coffee venne inaugurato a Ritzville accanto alla Interstate 90. 1990.